# Рафаил Каракачанов
Рафаил Тодоров Каракачанов е български революционер, войвода на Вътрешната тракийска революционна организация.

## Биография
Рафаил Каракачанов е роден през 1898 година в село Сачанли, Беломорска Тракия в заможно семейство. През Балканските войни турците убиват баща му и зет му. По-късно той събира чета и отмъщава на убийците. Впоследствие при предателство чета му е арестувана и откарана в Гюмюрджина. Майката на Рафаил успява да подкупи охраната и така Рафаил и неговите другари прокопават тунел и бягат. На свобода войводата отново събира четата с която оказва съдействие на Българската армия по време на Първата световна война. Основната му дейност през 1919 – 1921 година е да осигурява охрана на бягащите българи от Беломорска Тракия в България. На Великден 1921 година гърците правят опит за покушение и войводата е тежко ранен. В къщата е и приятелят му - войводата Стайко Запартов, който също получава тежки рани. Убити са шест души, сред които майката на Рафаил, жена му и годеника на племенницата му. Двамата войводи са откарани в Пловдив, където им оказали медицинска помощ. Като по чудо те оцеляват. След шест месеца лечение се завръщат в родния край.
През ноември 1922 година войводата Рафаил Каракачанов заедно с четата си се присъединява към Българо-турската вътрешна революционна организация и взема участие в редица въоръжени акции. След разцеплението на Вътрешната тракийска революционна организация през 1923 година Каракачанов се оттегля от активна революционна дейност. По-късно той сътрудничи на българското военно разузнаване. След 9 септември 1944 година се заселва в село Горно поле. Отново е вербуван за агент на българското разузнаване. Главната му задача е да превежда гръцки партизани в България, но изпълнява и поръчки в Турция. През ноември 1949 година, когато се развихря кампанията срещу Трайчо Костов, Рафаил Каракачанов е обявен за американски шпионин. Той разбира, че може да бъде убит и емигрира в Гърция. Установява се в гр. Гюмюрджина. Бягството на Рафаил Каракачанов е голям удар за българските тайни служби. Семейството му е интернирано. Офицер от външно разузнаване е изпратен нелегално в Гърция да върне войводата. На 23 септември 1959 година Каракачанов умира от мъчителна смърт. Предполага се, че е отровен от българските тайни служби.